# Aleksandr Aleksandrovich Blok
Aleksandr Aleksadrovich Blok (tiếng Nga: Алекса́ндр Алекса́ндрович Блок; 16 tháng 11 năm 1880 - 7 tháng 8 năm 1921) là một nhà thơ người Nga. Là nhà thơ hàng đầu của trường phái hình tượng Nga, Blok cùng với những nhà thơ lớn khác đã tạo nên một "Thế kỷ bạc" của thơ ca Nga.

## Tiểu sử

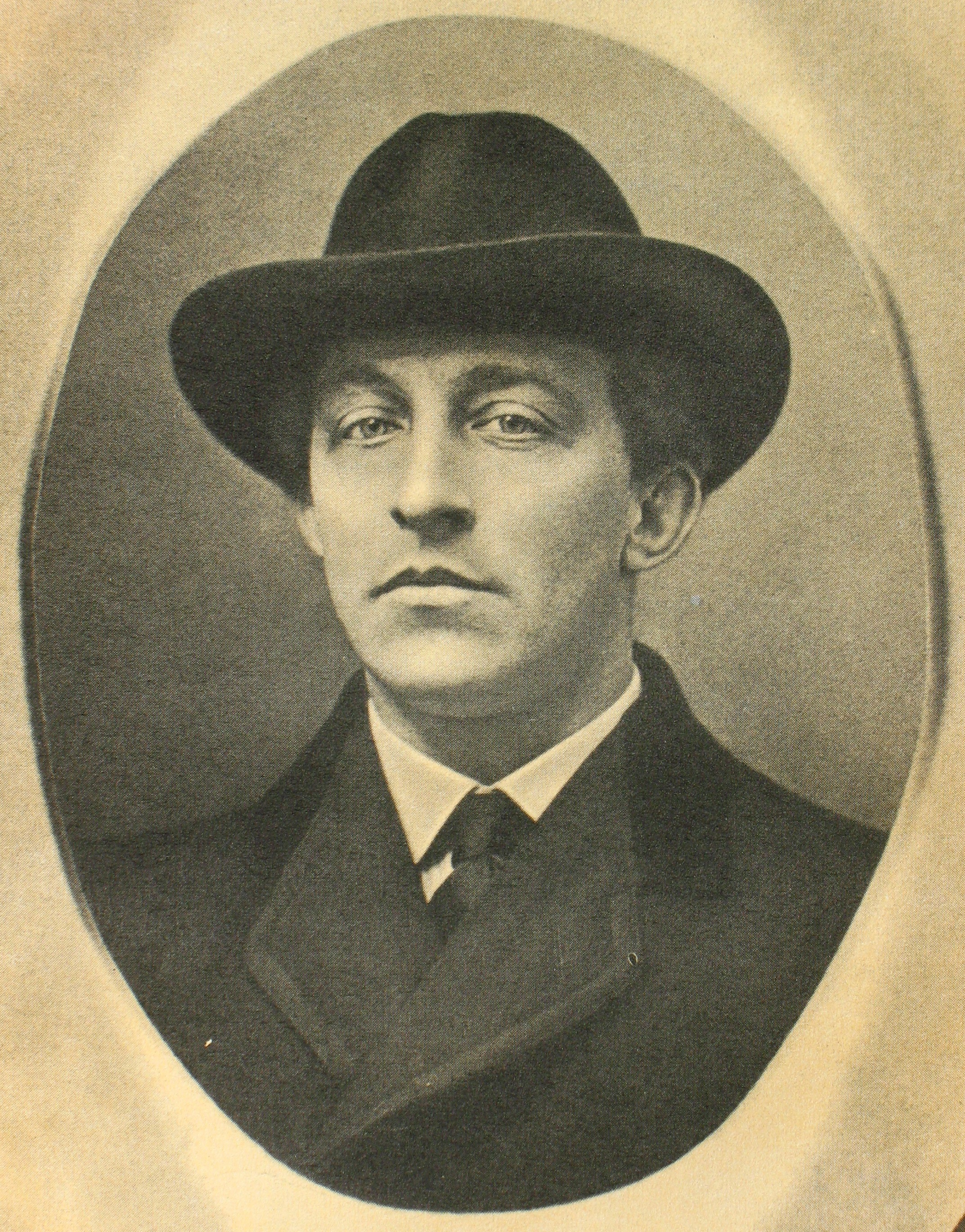
Ảnh A. Blok thập niên 1910

Aleksandr Aleksadrovich Blok, sinh ngày 16-11-1880, mất ngày 7-8-1921, là nhà thơ hàng đầu của trường phái hình tượng Nga. Blok cùng với những nhà thơ lớn khác đã tạo nên một “Thế kỷ bạc” của thơ ca Nga.
Ông sinh ra trong một gia đình trí thức. Cha của ông là giáo sư luật tại Warsaw, và ông nội của ông là hiệu trưởng của Đại học bang Sankt-Petersburg. Sau khi cha mẹ ly thân, Blok sống với người bà con thân thuộc có dòng dõi quý tộc ở dinh thự Shakhmatovo gần Moskva, ở nơi đây ông đã khám phá ra triết lý của Vladimir Solovyov và các bài thơ của các nhà thơ thế kỷ XIX như Fyodor Tyutchev và Afanasy Fet. Lên 5 tuổi ông đã biết làm thơ. Vào những năm 1898-1901, ông học khoa Luật sau đó học khoa Ngôn ngữ ở Đại học Sankt-Peterburg. Ông tốt nghiệp Trường này vào năm 1906.
Năm 1903, Blok cưới Lyubov Mendeleeva, con gái của nhà hóa học nổi tiếng Dmitri Ivanovich Mendeleev, người đã lập lên Bảng tuần hoàn các nguyên tố hóa học. Hai người đẹp đôi như “hoàng tử và công chúa” trong giới thượng lưu Sankt-Peterburg, nhưng Blok không thể chung thủy với một người trong tình yêu mà thường xuyên yêu những người đẹp thượng lưu khác. Từ những cuộc tình này mà xảy ra xung đột với nhà thơ Andrei Bely, người đã trở thành tình nhân của Lyubov Mendeleeva. Lyubov Mendeleeva nhiều lần viết đơn ly dị nhưng Blok không chịu ký. Từ sau Đại chiến Thế giới lần thứ I, Blok ít trăng hoa hơn nhiều so với trước và sống hạnh phúc những năm cuối đời với Lyubov Mendeleeva. Kết quả của cuộc hôn nhân này là hơn 800 bài thơ viết về người phụ nữ này.
Phong cách thơ của Blok hình thành trong sự phát triển mạnh mẽ của trường phái thơ hình tượng, mà Blok là chủ soái. Thơ của Blok như bài thơ trên tường ở Leiden, là một dự án, trong đó có hơn 110 bài thơ bằng nhiều ngôn ngữ khác nhau đã được viết trên các bức tường bên ngoài các tòa nhà ở thành phố Leiden, Hà Lan.
Trong thời kỳ cuối cuộc đời, Blok nhấn mạnh các chủ đề chính trị, suy nghĩ về số mệnh Chúa Cứu thế của đất nước mình. Bị ảnh hưởng bởi học thuyết của Solovyov, ông đã có những mơ hồ và thường lúng túng giữa hy vọng và tuyệt vọng. Hoàn toàn bất ngờ với hầu hết những người hâm mộ của ông, ông chấp nhận cuộc Cách mạng Tháng Mười là giải pháp cuối cùng của những khát vọng khôn ngoan này.
Tháng 5-1917, Blok được bổ nhiệm làm nhân viên chỉ thị cho Ủy ban Đặc biệt để điều tra hành động bất hợp pháp từ Bộ trưởng Ngoại giao hoặc phiên dịch lại các cuộc thẩm vấn của Thirteenth đối với những người biết Grigori Rasputin.
Đến năm 1921, Blok đã trở nên vỡ mộng với Cách mạng tháng 10 Nga. Ông đã không viết bài thơ nào trong ba năm. Trong vòng vài ngày Blok bị bệnh, các bác sĩ của ông đã yêu cầu ông được đưa ra nước ngoài để điều trị y tế, nhưng ông không được phép ra nước ngoài. Maxim Gorky đã đi xin thị thực cho ông. Vào ngày 29-5-1921, Maxim Gorky viết cho Anatoly Lunacharsky: “Blok là nhà thơ Nga tuyệt vời, nếu cấm anh ta đi nước ngoài, khi anh ta chết, anh và các đồng đội của anh sẽ có lỗi với cái chết của anh ta”. Quyết định về khởi hành của Blok đã được các thành viên của Bộ Chính trị Trung ương ký vào ngày 23-7-1921. Nhưng vào ngày 29-7-1921, Gorky xin phép vợ của Blok để đi cùng ông, trước đấy sức khoẻ của Blok đã xấu đi nhiều. Giấy phép để L.D. Blok rời khỏi Nga đã được Molotov ký vào ngày 1-8-1921, nhưng ngày 6-8-1921 Gorky mới được thông báo. Giấy phép đã được giao vào ngày 10-8-1921, sau khi Blok đã qua đời vào ngày 7-8-1921.
Tác phẩm thơ của Blok gồm ba tập. Tập đầu tiên bao gồm những bài thơ về Fair Lady. Tập thứ hai nhận xét về sự không thể đạt được lý tưởng mà ông khao khát. Tập thứ ba, với các bài thơ từ những năm trước cách mạng, có sôi nổi hơn. Đối với thơ của Blok, màu sắc là bản chất. Màu xanh hoặc tím là màu của sự thất vọng, khi nhà thơ hiểu rằng hy vọng của mình để nhìn thấy Lady là lừa gạt. Màu vàng của đèn lồng đường phố, cửa sổ và hoàng hôn là màu sắc của sự phản bội và tầm thường. Màu đen gợi đến cái gì khủng khiếp, nguy hiểm nhưng có khả năng tiềm tàng sự soi rạng bí ẩn.

## Tác phẩm
- Стихи о Прекрасной Даме (Thơ về người đàn bà tuyệt vời, 1904), thơ
- Город (Thành phố, 1904-1908), thơ
- Роза и крест (Hoa hồng và thập ác, 1912), kịch
- Родина (Tổ quốc, 1907-1916), thơ
- Возмездие (Trừng phạt, 1910-1921), thơ
- Двенадцать (Mười hai chiến sĩ, 1918), thơ